# 維姆河
維姆河是俄羅斯的河流，屬於維切格達河的右支流，由科密共和國負責管轄，河道全長499公里，流域面積25,600平方公里，發源自季曼嶺，河水主要來自融雪，每年十一月結冰。
62°13′00″N 50°23′32″E / 62.21667°N 50.39222°E